# Região Geográfica Intermediária de Arapiraca
A Região Geográfica Intermediária de Arapiraca é uma das duas regiões intermediárias do estado brasileiro de Alagoas e uma das 134 regiões intermediárias do Brasil, criadas pelo Instituto Brasileiro de Geografia e Estatística (IBGE) em 2017. É composta por 50 municípios, distribuídos em cinco regiões geográficas imediatas.
Sua população total estimada pelo Instituto Brasileiro de Geografia e Estatística (IBGE) para 1º de julho de 2018 é de 1 167 270 habitantes, distribuídos em uma área total de 14 925,347 km².
Arapiraca é o município mais populoso da região intermediária, com 230 417 habitantes, de acordo com estimativas de 2018 do Instituto Brasileiro de Geografia e Estatística (IBGE).

## Regiões geográficas imediatas
| Região geográfica imediata                                                 | Municípios | População Estimativa 2018 | Área (km²) |
| -------------------------------------------------------------------------- | --- | ------------------------- | ---------- |
| Região Geográfica Imediata de Arapiraca                                    | Arapiraca Campo Grande Coité do Noia Craíbas Feira Grande Girau do Ponciano Jaramataia Junqueiro Lagoa da Canoa Limoeiro de Anadia Maribondo Olho d'Água Grande São Sebastião Tanque d'Arca Taquarana Teotônio Vilela Traipu | 564 466                   | 4 195,953  |
| Região Geográfica Imediata de Palmeira dos Índios                          | Belém Cacimbinhas Estrela de Alagoas Igaci Major Izidoro Minador do Negrão Palmeira dos Índios Paulo Jacinto Quebrangulo | 176 172                   | 2 441,644  |
| Região Geográfica Imediata de Delmiro Gouveia                              | Água Branca Delmiro Gouveia Inhapi Mata Grande Olho d'Água do Casado Pariconha Piranhas | 160 250                   | 3 367,922  |
| Região Geográfica Imediata de Santana do Ipanema                           | Canapi Carneiros Dois Riachos Maravilha Olivença Ouro Branco Poço das Trincheiras Santana do Ipanema Senador Rui Palmeira | 145 811                   | 2 613,246  |
| Região Geográfica Imediata de Pão de Açúcar-Olho d'Água das Flores-Batalha | Batalha Belo Monte Jacaré dos Homens Monteirópolis Olho d'Água das Flores Palestina Pão de Açúcar São José da Tapera | 120 571                   | 2 306,582  |
| Total                                                                      | 50 | 1 167 270                 | 14 925,347 |